# Saint-Sardos (Tarn i Garonna)
Saint-Sardos – miejscowość i gmina we Francji, w regionie Oksytania, w departamencie Tarn i Garonna.
Według danych na rok 1990 gminę zamieszkiwały 563 osoby, a gęstość zaludnienia wynosiła 21 osób/km² (wśród 3020 gmin regionu Midi-Pireneje Saint-Sardos plasuje się na 542. miejscu pod względem liczby ludności, natomiast pod względem powierzchni na miejscu 365.).